# Знак Разрушения
«Знак Разрушения» — первый роман Александра Зорича, открывающий фэнтезийный цикл «Пути звездорожденных». Произведение впервые было опубликовано в 1997 году.

## Сюжет
Сюжет разворачивается в мире, под названием Сармонтазара. Шесть веков назад происходит схватка двух сущностей, в результате которой одна из сущностей (Хуммер) побеждает и лишает побежденную Сущность значений. Обессилив Хуммер впадает в состояние на грани небытия и лишается возможности напрямую влиять на мир Солнца Предвечного, благодаря этому миру удается уцелеть. Однако Хуммер Дышит — и с каждый его Вздох обращается войной и злом для жителей Круга Земель. Семнадцатилетний Октанг Урайн становится проводником воли Спящего в Сармонтазаре. Его конечная цель — пробуждение Хуммера. На пути к своей цели Урайн совершает одно злодеяние за другим, пока очередное — истребление варанского посольства и пленение его секретаря Шета окс Лагина — не наносит смертельное оскорбление Эгину, породненному с Шетом узами Братства по Слову. И тогда начинается война Третьего Вздоха Хуммера. Единственный шанс Элиена уничтожить всемогущего Урайна заключается в том, чтобы описать в землях Сармонтазары Знак Разрушения — магическую фигуру длиной в несколько тысяч лиг. После девяти месяцев жестокой войны Знак Разрушения будет описан, и союзная армия придёт в сердце тёмного государства Октанга Урайна. Шет окс Лагин будет освобождён из плена, а враг будет повержен.

## Оценки
Писатель Василий Мидянин назвал дебютный роман Александра Зорича на редкость удачным, отметив, что автор «попытался переосмыслить весь массив выходившей до него фэнтези» и создал отточенное и оригинальное произведение в жанре «меча и магии».

## Издания
- Александр Зорич. Знак Разрушения: Роман. — М.: ЭКСМО-Пресс, 1997. — 400 с. — (Абсолютная магия)
- Александр Зорич. Знак Разрушения. — 2-е изд, испр., доп. — М.: Центрполиграф, 2001. — 480 с. — (Миры Александра Зорича. Пути Звезднорожденных 1)
- Александр Зорич. Знак Разрушения: Роман. — М.: АСТ, 2006. — 416 с. — (Заклятые миры)